# Chrysobothris acaciae
Chrysobothris acaciae es una especie de escarabajo del género Chrysobothris, familia Buprestidae. Fue descrita científicamente por Knull en 1936.
Las plantas hospederas son  Acacia, Prosopis (Fabaceae). Se encuentra en Nueva México, Texas y Méxco.